# Bao Xishun
Bao Xishun (också känd som Xi Shun), född 1951, är en herde från Inre Mongoliet som mellan 15 januari 2005 och 7 augusti 2007 var registrerad i Guinness Rekordbok som världens längsta man med 236 centimeter. Titeln övertogs 2007 av Leonid Stadnyk med 257 cm men ströks senare från världsrekordet och Xishun fick tillbaka titeln i september 2009. Men han förlorade titeln 2009 igen när Sultan Kösen mättes som var 251 cm lång.

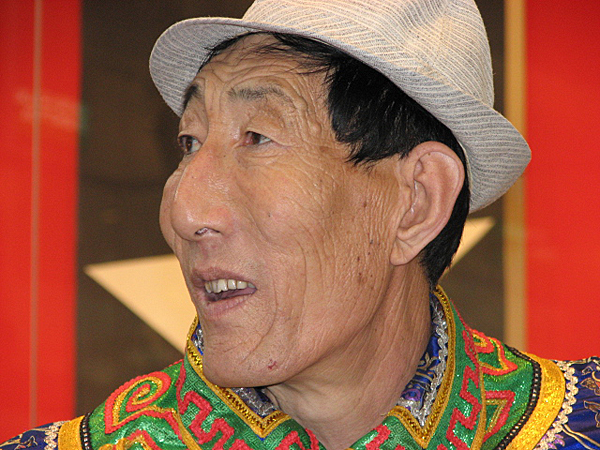
Bao Xishun 2006, Världens längsta man 2005-2007
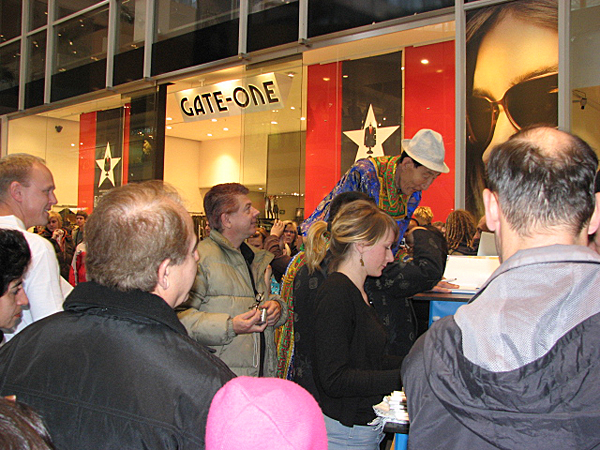
Bao Xishun 2006, Gallerian i Stockholm